# Fenylefrin

Strukturformel för fenylefrin.

Metaoxedrin, eller fenylefrin, är ett blodtrycksstegrande medel, ett adrenergikum, som stimulerar alfareceptorerna. Ämnet används som avsvällande medel i bland annat näsdroppar och ögondroppar. Den kemiska beteckningen är C9H13NO2 och molmassan är 167,2 gram/mol.

## Tvivel om effektivitet
Farmakologerna Leslie Hendeles och Randy Hatton vid University of Florida påstod år 2006 att oral fenylefrin inte är effektivt som slemlösare vid den rekommenderade 10-mg dosen, och påstod vidare att studierna använda för att få läkemedelsgodkännande i USA år 1976 var otillräckliga för att visa effektivitet vid 10-mg doser och säkerhet vid högre doser. Andra farmakologer har uttryckt tvivel över fenylefrins effektivitet som nasal slemlösare, och andra läkare tvivlar på om fenylefrin är en effektiv ersättare för pseudoefedrin. En meta-analys av samma forskare konkluderade med att det inte finns tillräckliga bevis för fenylefrins effektivitet, en meta-analys företagen kort tid efteråt av forskare anställda av tillverkaren Glaxo Smith Kline fann däremot att den vanliga 10 mg dosen var betydligt mer effektiv än placebo.
Utöver detta publicerades två studier på fenylefrins effektivitet mot allergisymptom 2009, där allergiker blev utsatta för pollen i en kontrollerad inomhusmiljö. Ingen av dessa studier kunde påvisa någon skillnad mellan fenylefrin och placebo. Pseudoefedrin och loratadine-montelukast-terapi visade sig bägge vara betydligt mer effektiva än både fenylefrin och placebo.